# Galatone
Galatone est une commune italienne de la province de Lecce située sur le versant ionien du Salento dans la région des Pouilles.

## Administration
| Période                                  | Période  | Identité      | Étiquette           | Qualité |
| ---------------------------------------- | -------- | ------------- | ------------------- | ------- |
| 06/2007                                  | 06/2012  | Franco Miceli | Centro-destra       | sindaco |
| 06/2012                                  | 06/2017  | Livio Nisi    | Centro-destra       | sindaco |
| 05/2017                                  | En cours | Flavio Filoni | Partito Democratico | sindaco |
| Les données manquantes sont à compléter. |          |               |                     |         |

### Communes limitrophes
Galatina, Gallipoli, Nardò, Neviano, Sannicola, Seclì

## Personnalités liées à la commune
- Antonio De Ferrariis (Galatone v. 1445 - Lecce 1517), dit le Galateo en raison de sa naissance à Galatone, médecin et humaniste italien.